# ریچل (ویرجینیای غربی)
ریچل(به انگلیسی: Rachel) شهری در ایالت ویرجینیای غربی کشور ایالات متحده آمریکا است که جمعیت آن در سرشماری سال ۲۰۱۰ میلادی، ۲۴۸ نفر بوده‌است.